# باغلق
باغلق، روستایی از توابع بخش راز و جرگلان شهرستان راز و جرگلان در استان خراسان شمالی ایران است.

## جمعیت
این روستا در دهستان جرگلان قرار دارد و براساس سرشماری مرکز آمار ایران در سال ۱۳۸۵، جمعیت آن ۱٬۹۲۴ نفر (۴۰۳خانوار) بوده‌است.

## جاذبه دیدنی
گورستان روستای باغلق از گورستان‌های قدیمی ایران محسوب می‌شود.
زمانی که ترکمنی، دارفانی را وداع می‌گوید، صاحبان عزا، لباسش را بیرون می‌آورند، دهان و چشم‌هایش را اگر باز باشد می‌بندند، سپس دست‌های وی را روی سینه‌اش با روسری یا ته پارچه‌ای می‌بندند. انگشتان شست پایش را نیز با نخ یا پارچه نازکی به هم می‌بندند. جنازه را روی «آتاآقاچی» که از چوب درست شده و مانند تخت خواب است رو به قبله می‌خوابانند. دلیل انجام این کارها این است که متوفی زمانی که بدنش سرد شد، جمود نعشی به او دست می‌دهد و دیگر نمی‌توان اعضای بدنش را جمع کرد. سپس صاحبان عزا خبر فوت را پخش می‌کنند، این خبر به روستاهای نزدیک هم می‌رسد. در روستاها، مؤذن مسجد وظیفه این کار را دارد که بعد از «بسم الله» دو سه بار خبر را چنین اعلام کند:
«مردم عزیز روستای … فلان کس از اهالی روستای … از دنیا رفته‌است ساعت… بر جنازه نماز میت خوانده خواهد شد.»
البته بزرگان این خبر را اگر بخواهند به یکدیگر بدهند از عبارت‌های زیبایی استفاده می‌کنند. مثلا:
«فلانی آماناتینی تاپشیردی» (فلانی امانتش را تحویل داد)
«حقینگ رحمتینه قووشدی» (به رحمت حق رسید)
«فلانی إیه سینه قووشدی» (فلانی به صاحبش واصل شد)
مردم ترکمن خود را موظف به حضور در تشییع جنازه و خواندن نماز میت می‌دانند به خاطر همین موضوع چه متوفی را بشناسند و چه نشناسند در این مراسم شرکت خواهند کرد. پیش از اقامه نماز میت، تعدادی از افراد محلی به گورستان محل می‌روند تا قبر را کنده و برای دفن آماده کنند. گورستان به‌طور معمول، دور از روستا و بر فراز تپه قرار دارد به این دلیل که قبور و اموات حرمت دارند و نباید مزارشان زیرپا قرار بگیرد. تپه‌ای که برای گورستان در نظر گرفته می‌شود باید خاک‌رس داشته باشد.
گورستان روسی باغلق که از جاهای دیدنی بجنورد به‌شمار می‌رود، بر فراز تپه‌ای واقع شده‌است، اما نکته جالب توجه در این گورستان چوب‌هایی است که به‌صورت عمودی مشخصات متوفی بر روی آن درج شده و به‌جای سنگ قبر استفاده می‌شود.
این گورستان دور از روستا و بر فراز تپه‌ای قرار دارد. در این که این کار چه معنا و حکمتی دارد اطلاع دقیقی نیست ولی رسمی است که از دیرباز میان مردم رواج داشته و این رسم امروزه این روستا و قبرستان خاص آن را به یکی از جاذبه‌های گردشگری استان خراسان شمالی تبدیل کرده‌است.
برای دسترسی به این روستا باید در مسیر جاده بجنورد به سمت آشخانه از خروجی شهرستان جرگلان خارج شوید. این روستا از توابع جرگلان است.

## مشاهیر
روستای باغلق زادگاه روحانی بزرگ مرحوم حاجی مقصود آخوند یزدانی است ایشان از بزرگان فقه و علوم دینی اهل تسنن بوده و در بین اقوام ترکمن این منطقه از مقبولیت خاصی برخوردار است.
حاجی مقصود آخوند یزدانی، فرزند آتا قاری آخوند در سال ۱۳۱۱ هـ. ش در روستای باغلِق در یک خانواده کاملاً مذهبی و عرفانی دیده به جهان گشود. این بزرگوار از همان آغاز کودکی، دارای هوش و ذکاوت و ادب خاصی بود. این امر و نیز خصلت و فطرت پاکش، باعث شد که در میان همسالان خود متمایز گردد. خانواده و بزرگان قوم ترکمن نیز برای وی احترام ویژه ای قائل بودند.
مقبره ایشان در گورستان باغلق می‌باشد.
ابراهیم یزدانی محقق و برنامه‌نویس

## ورزش
رشته‌های ورزشی مورد توجه این روستا اسب دوانی و کشتی (گورش) می‌باشد که در اکثر مراسم‌های شادی نیز برگزار می‌شود.